# Spilosmylus malgassicus
Spilosmylus malgassicus är en insektsart som beskrevs av Fraser 1951. Spilosmylus malgassicus ingår i släktet Spilosmylus och familjen vattenrovsländor. Inga underarter finns listade i Catalogue of Life.